# Chiesa della Santissima Trinità (Ledro)
La chiesa della Santissima Trinità è una chiesa sussidiaria di Legos, frazione di Ledro, nella Valle di Ledro. Fa parte della zona pastorale di Riva e Ledro dell'arcidiocesi di Trento e risale al XVII secolo.

## Storia

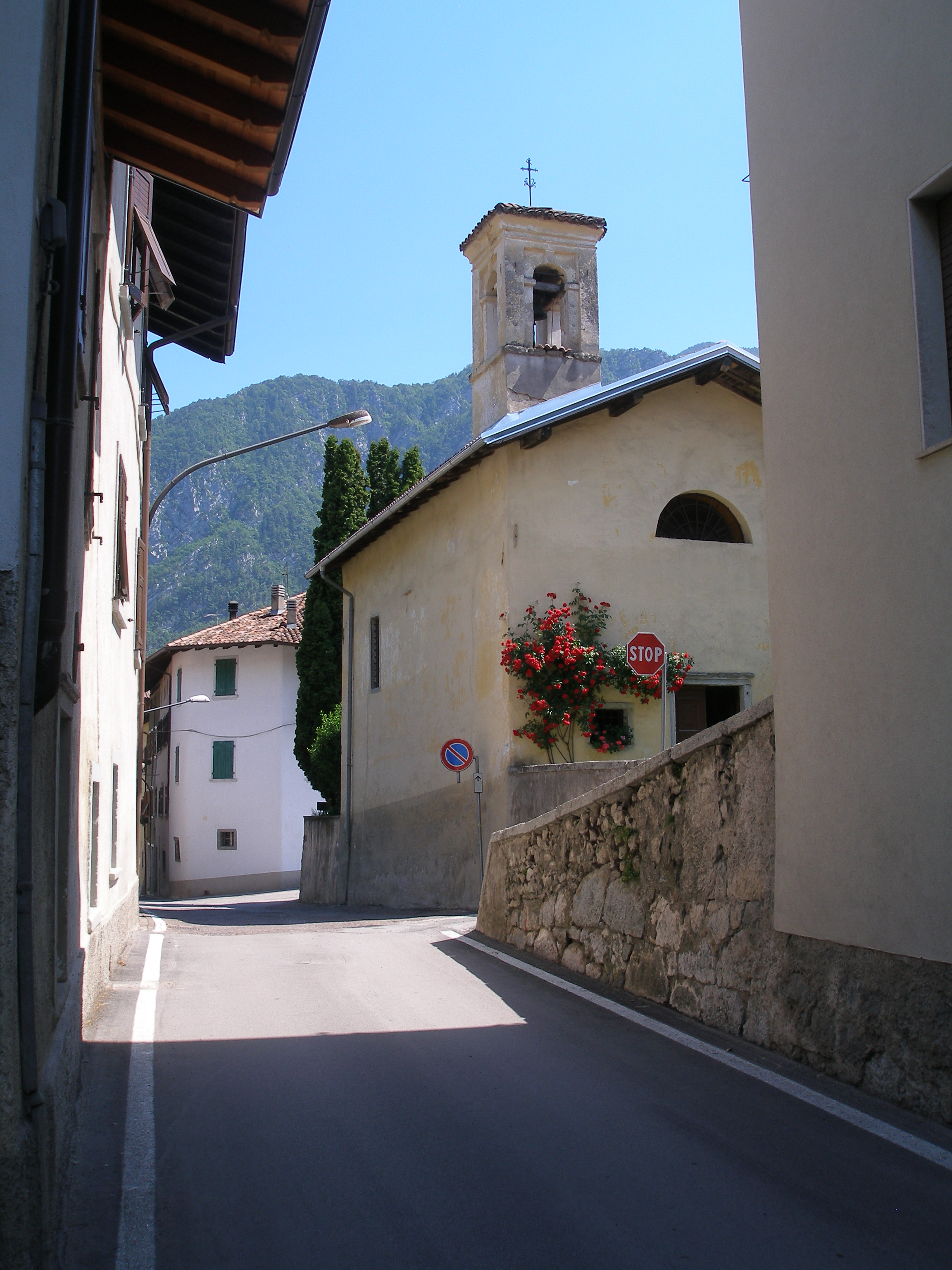
Prospetto laterale sinistro con torre campanaria.

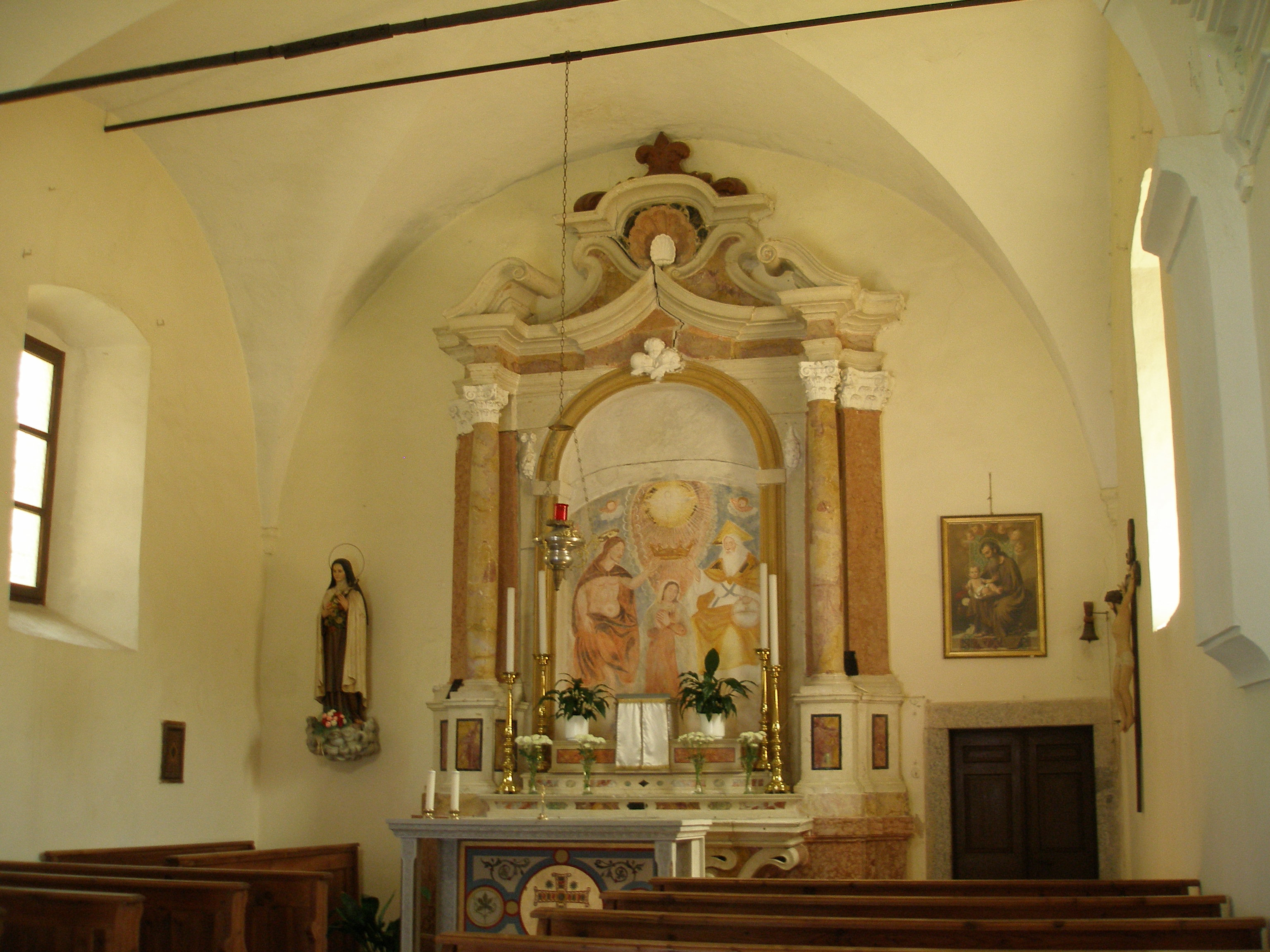
Interno e zona presbiteriale.

Una prima citazione storica della chiesa della Santissima Trinità si ha in occasione della visita pastorale avvenuta nel 1633. Dopo quella data le informazioni sono scarse, ma è noto che venne restaurata in modo radicale nel 1921, dopo la fine della prima guerra mondiale.

## Descrizione

### Esterni
Il piccolo luogo di culto, che mostra orientamento verso sud, si trova al centro dell'abitato della frazione di Legos. La facciata a capanna è semplice con due spioventi, in stile tardogotico. Il portale architravato è affiancato da due finestrelle rettangolari e sormontato, in asse, dalla finestra a lunetta che porta luce alla sala. Anteriormente il breve sagrato è racchiuso da un basso muro che segue l'andamento non piano della viabilità esterna. La torre campanaria si alza dalla copertura del tetto, in posizione leggermente arretrata sulla sinistra e la sua cella si apre con quattro finestre a monofora.

### Interni
La navata interna è unica, ampliata da una cappella laterale sulla destra. Il presbiterio è leggermente elevato.